# Karschia tibetana
Karschia tibetana är en spindeldjursart som beskrevs av Hirst 1907. Karschia tibetana ingår i släktet Karschia och familjen Karschiidae. Inga underarter finns listade i Catalogue of Life.